# Zirndorf
Zirndorf település Németországban, azon belül Bajorországban. Lakosainak száma 26 257 fő (2023. december 31.). Zirndorf Fürth, Oberasbach és Stein községekkel határos.

## Népesség
A település népessége az elmúlt években az alábbi módon változott:
| Lakosok száma | 2100 | 10 446 | 13 661 | 21 022 | 25 686 | 24 558 | 25 515 | 25 307 | 26 534 | 26 257 |
|               | 1875 | 1950   | 1975   | 1987   | 2012   | 2014   | 2016   | 2017   | 2021   | 2023   |